# Wężyk spustowy

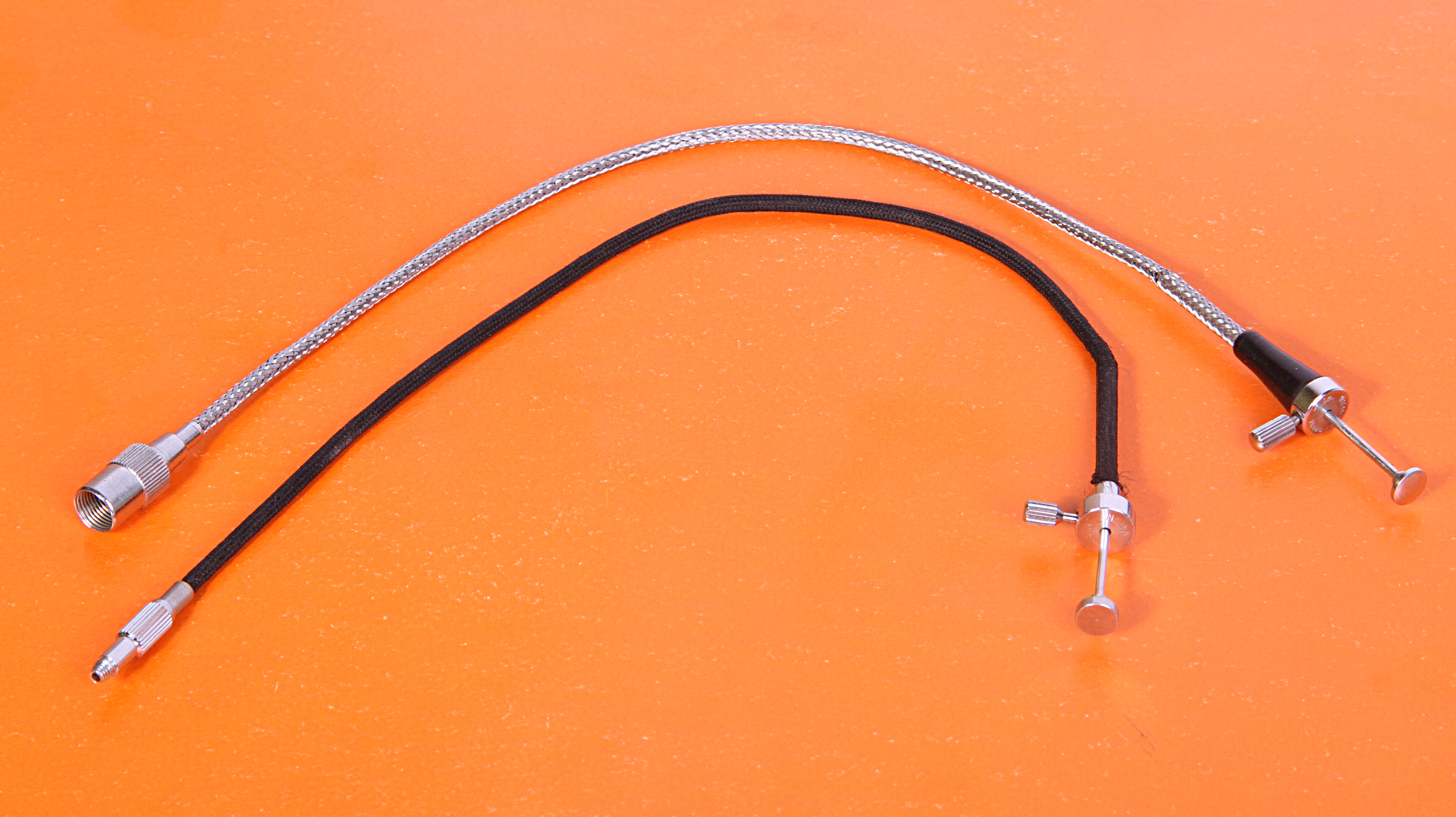
Mechaniczne wężyki spustowe

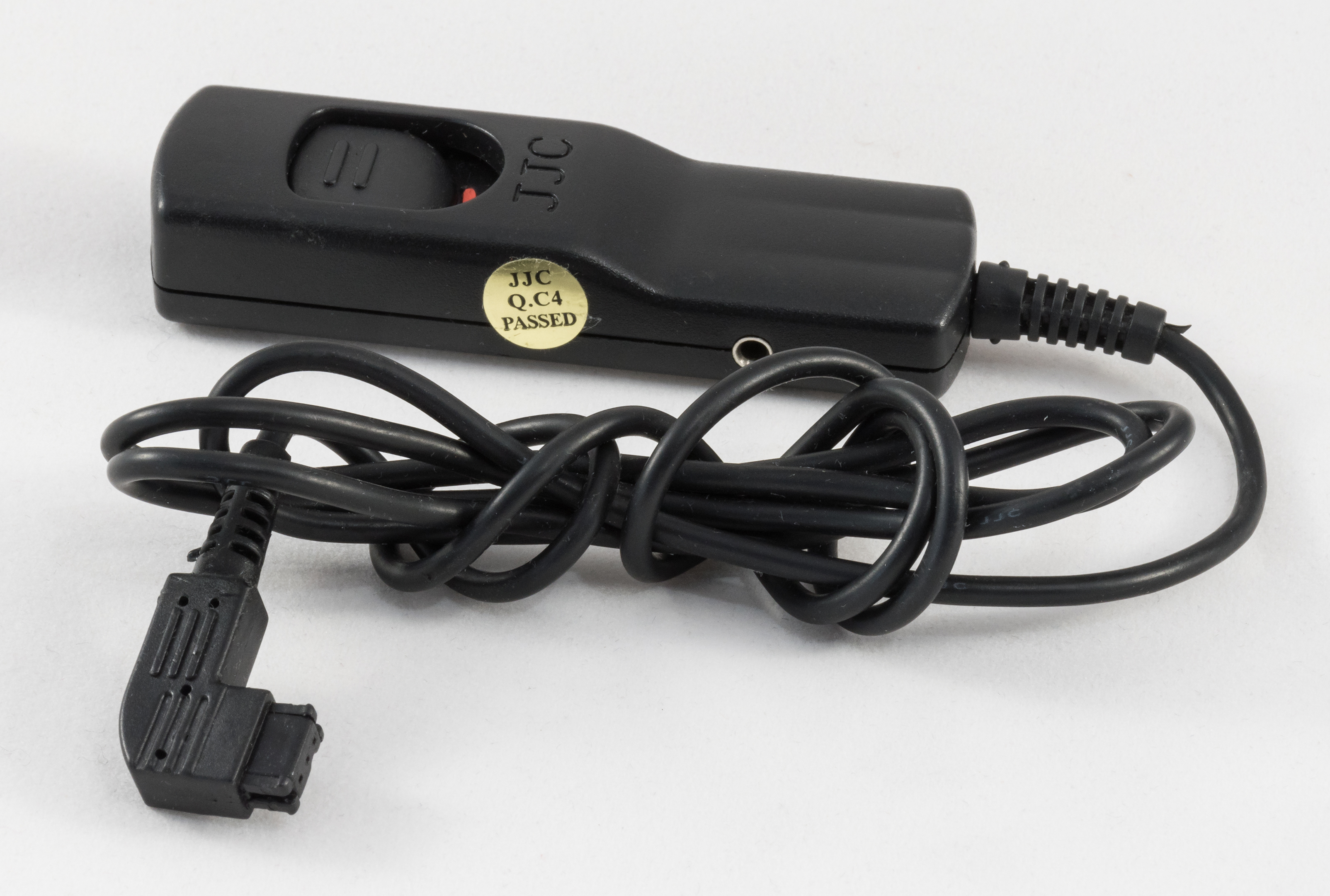
Elektroniczny wężyk spustowy systemu Sony α

Wężyk spustowy – urządzenie do zdalnego uruchamiania migawki aparatu fotograficznego, mechaniczne (tradycyjne) bądź elektroniczne.
Wykorzystywane jest najczęściej w celu wyeliminowania możliwości poruszenia aparatu wynikającego z bezpośredniego naciskania spustu migawki na obudowie aparatu fotograficznego. Wężyki stosuje się w aparatach unieruchomionych, np. na statywie. Wykorzystywane są głównie przy fotografowaniu teleobiektywami lub przy ustawionych długich czasach naświetlania (szczególnie, gdy w kadrze znajduje się wyraźne źródło światła). Czasami wężyki stosuje się również dla wygody, np. podczas pracy z ludźmi lub zwierzętami, gdyż można bardziej uniezależnić się od obsługi samego aparatu, oraz podczas długiego oczekiwania na pojawienie się żądanego motywu w ustalonym kadrze, aby nie przebywać w niewygodnej pozycji fotografowania.
Jeżeli fotografowanie motywu nie jest ściśle uzależnione od czasu (sceny spokojne lub nieruchome), jako namiastki wężyka spustowego, dla uniknięcia poruszenia aparatem, można użyć samowyzwalacza.
Obecnie zamiast wężyka spustowego coraz częściej wykorzystuje się do tych samych celów pilota, czyli urządzenia wyzwalającego migawkę przy pomocy fal podczerwonych.